# Adoxosia nydiana
Adoxosia nydiana là một loài bướm đêm thuộc phân họ Arctiinae, họ Erebidae.